# Wyścigowe Mistrzostwa NRD
Wyścigowe Mistrzostwa NRD (DDR Meisterschaft) – cykliczne wyścigi samochodowe rozgrywane w NRD, organizowane przez ADMV.

## Mistrzowie
| Rok  | A850                | A1300                         | A1600         | B5              | B8/600            | LK I             | LK II              | E1600        |
| ---- | ------------------- | ----------------------------- | ------------- | --------------- | ----------------- | ---------------- | ------------------ | ------------ |
| 1970 |                     |                               |               | Hartmut Thaßler |                   |                  |                    |              |
| 1971 |                     |                               |               | Klaus Günther   |                   |                  |                    |              |
| 1972 | Frieder Kramer      | Klaus-Peter Krause            |               | Frieder Rädlein |                   | Heinz Melkus     | Hartmut Thaßler    |              |
| 1973 | Helmut Assmann      | Manfred Günther               |               | Frieder Rädlein |                   | Wolfgang Küther  | Dieter Lindner     |              |
| 1974 | Helmut Assmann      | Lothar Thomas                 |               | Joachim Anger   |                   | Wolfgang Krug    | Wolfgang Günther   |              |
| 1975 | Dieter Kubald       | Klaus-Peter Krause            |               | Klaus Ludwig    |                   | Hartmut Thaßler  | Frank Nagelschmidt |              |
| 1976 | Hans-Dieter Kessler | Lothar Thomas                 |               | Joachim Anger   |                   | Ulli Melkus      | Frieder Kramer     |              |
| 1977 | Hans-Dieter Kessler | Peter Mücke                   |               | Peter Roebke    |                   | Wolfgang Günther | Heinz Siegert      |              |
| 1978 | Helmut Assmann      | Peter Mücke                   |               | Joachim Anger   |                   | Heiner Lindner   | Manfred Günther    |              |
| 1979 | Klaus Schuhmann     | Jürgen Käppler                |               | Helga Heinrich  | Reinhard Willing  | Heiner Lindner   | Roland Prüfer      |              |
| 1980 | Hans-Dieter Kessler | Peter Mücke                   |               | Helga Heinrich  | Reinhard Willing  | Ulli Melkus      | Klaus Ludwig       |              |
| 1981 | Klaus Schuhmann     | Peter Mücke                   |               |                 | Klaus Coder       | Frieder Kramer   | Bernd Richter      |              |
| 1982 | Karl Hiemisch       | Hans-Dieter Kessler           |               |                 | Siegfried Schulz  | Frieder Kramer   |                    |              |
| 1983 | Klaus Schuhmann     | Hans-Dieter Kessler           |               |                 | Klaus Coder       | Ulli Melkus      |                    |              |
| 1984 | Klaus Schuhmann     | Hans-Dieter Kessler           |               |                 | Klaus Coder       | Ulli Melkus      |                    |              |
| 1985 | Klaus Schuhmann     | Hans-Dieter Kessler           |               |                 | Volkmar Stockmann | Ulli Melkus      | Henrik Opitz       |              |
| 1986 | Steffen Nickoleit   | Horst-Robert Tanz             | Bernd Müller  |                 | Siegfried Schulz  | Bernd Kasper     | Lothar Lehniger    |              |
| 1987 | Steffen Nickoleit   | Norbert Kernchen Klaus Gohlke |               | Uwe Brückner    |                   | Bernd Kasper     | Steffen Göpel      |              |
| 1988 | Steffen Nickoleit   | Michael Hartung               | Wolfgang Krug |                 |                   | Bernd Kasper     | Jürgen Stiebritz   |              |
| 1989 | Ralf Unbehaun       | Bernd Müller                  |               |                 |                   | Heinz Siegert    | Heiko Peter        |              |
| 1990 | Kai Kögler          | Bernd Müller                  | Klaus Gohlke  |                 |                   | Steffen Göpel    | Rainer Schulz      | Henrik Opitz |